# Sheila Broflovski
Shelia Broflovski es una personaje de South Park. Ella es la madre biológica de Kyle tiene sobrepeso y es más corta que la altura media y tiene pelo rojo largo, el cual, Kyle hereda de ella, viste un traje de noche vestido de azul con una camisa blanca y una falda violeta-rojo debajo. Sheila es muy protectora de su familia y ha llevado a menudo grandes campañas contra las creencias y otros ejemplos de este tipo que ella cree que no son seguros. En el capítulo "It's a Jersey thing" (Es algo de Jersey), de la temporada 14, se reveló que Sheila es de Jersey.

## Biografía
Sheila Broflovski nació el 17 de junio de 1959 y apareció en el episodio "Muerte" de la primera temporada.

## Apariencia
Sheila lleva un traje de noche vestido de azul con una camisa blanca y una falda violeta-rojo debajo. Ella también lleva medias de nylon de color beige, lápiz labial rojo, y pendientes de oro. Su pelo es largo, de color rojo, y se presenta en una colmena. Ella es el sobrepeso y la más corta que la altura media. Ella habla con un acento de Brooklyn bastante amplia, aunque se menciona en la película que se mudó a South Park de una ciudad grande. Esta ciudad es de suponer Newark (Nueva Jersey) en Newark (Nueva Jersey), ya que es bastante grande y situado justo al sur de la ciudad de Nueva York. En "Es una corsa de Jersey" Sheila revela que su familia vivía en Newark (Nueva Jersey), Nueva Jersey, y que Gerald la embarazó con Kyle allí, y se mudaron a South Park dos meses después.

### Personalidad
Sheila es muy protectora de su familia y ha llevado a menudo grandes campañas contra las creencias y otros ejemplos de este tipo que ella cree que no son seguros, a menudo va demasiado lejos en sus esfuerzos y arrasamiento de su hijo en el proceso. Ella fue la causa de la guerra entre Estados Unidos y Canadá y fue el líder detrás de "Madres contra Canadá" (MAC). Ella también parece ser un poco entrometido, metiendo en cosas que son asuntos de los demás. Por ejemplo, cuando se enteró de que Gerald y Stuart McCormick solía ser amigos en la escuela secundaria que organizó un día de pesca entre los dos (que había malos resultados.) En retrospectiva, ya sea la relación entre Gerald y Stuart o el hecho de que los Broflovski son de Nueva Jersey pueden ser no-canónico, a menos que Stuart McCormick vivido en NJ con Gerald antes, o Gerald y Stuart fue a la escuela secundaria juntos en South Park o en algún otro lugar, antes de que Gerald se mudó a Nueva Jersey e impregnados de Sheila.

## Voz

### Versión Original (Estados Unidos)
- Mary Kay Bergman

### Doblaje Hispanoamericano
- Glenda Díaz Rigau  (Temp. 1-3)
- Anna Silvetti (Temp. 4-16)
- Margarita Coego (Temp. 7, ep. 11)
- Arianna López (Temp. 16, ep. 10, Temp. 19)
- Patricia Azán (Temp. 17-18, 20-presente)

- Datos: Q4522426